# Nicola Muschitiello
Nicola Muschitiello (Pezze di Greco, 19 marzo 1953) è un poeta e traduttore italiano.

## Biografia
Poeta già riconosciuto come dotato di “una vera voce” (Italo Calvino, 1978), è stato poi definito “personaggio singolarissimo, ultimo dei (veraci) bohémiens nel panorama della letteratura italiana” (Mirella Appiotti, 2001). Ha contribuito a fondare e animare, con Roberto Roversi e altri poeti, la cooperativa di poesia “Dispacci” (1981-1987). Oltre che di poesia, si occupa di traduzione, e in particolare di letteratura francese. Ha insegnato Traduzione letteraria all'Università di Siena e di Bologna. Ha prestato l'immagine, la voce e le parole al film Morandi nel paese del cuore, realizzato con materiale inedito sul pittore Giorgio Morandi (2004). È ideatore e voce recitante di concerti di poesia e musica, in collaborazione con insigni interpreti (come Alexander Romanovsky, Roberto Prosseda, Maurizio Baglini, Maria Perrotta) e con gruppi orchestrali (Orchestra del Teatro dell'Opera di Roma, I Solisti Aquilani). Con Decreto del Presidente della Repubblica dell'8 settembre 2020, gli è stato attribuito un vitalizio in virtù della Legge Bacchelli.

## Opere

### Poesia
- Il Primo sonno del baco,  Galeati, Imola 1977
- Terra celeste, Edizioni Diabasis, Reggio Emilia 1999
- Lo Sgabello, Edizioni Diabasis, Reggio Emilia 2003
- Arie della Pietra, con 19 fotografie originali, Angelo Capelli Editore, Bologna 2003
- Dieci poesie, in "Di...vento POESIA" (con poesie di Maria Luisa Spaziani, a cura di N. Donini), Cagli 2007
- L’Escabeau, L’Harmattan, Paris 2008
- Salmo '80, nel libro "Memoria mare" (a cura di M. Fontanella), Edizioni Pendragon, Bologna 2009
- Misericordia di primavera, con dieci disegni di Isabella Ciaffi, Il Laboratorio, Nola-Napoli 2010
- Povera luna, ad accompagnare un'acquatinta tirata in 65 esemplari di Piero Guccione, 2010
- La Rosa eterna, Nino Aragno Editore, Torino 2015
- Una poesia, con un'illustrazione di Angela Boccafogli, I Marenghi n. 2, Officina del giorno dopo, Monte Sant’Angelo 2019
- Ricordare per non morire, nel libro "Considerate i gigli... Lettere a Liliana Segre" (a cura di M. Fontanella), Edizioni Pendragon, Bologna 2020
- Il Fuoco dell'età, Ianieri Edizioni, Silvi 2021
- Lo Strazio (Poesie 1980-1986), Calamaro Edizioni, Bologna 2024

Altre poesie risultano in numerosi "livres d'artiste" (realizzati da Isabella Ciaffi), in cataloghi d'arte, opuscoli, manifesti, calendari, oltre che in giornali e riviste: "Paese Sera", "Bologna Incontri", "Le Porte", "Foglio dei quattro giorni", "Dispacci", "Il Pomerio", "l'Unità", "I Prati di Caprara", "2000 Incontri", "Gli immediati dintorni", "La Révolte des chutes", "Europe", "la Repubblica", "L'Informatore europeo d'arte e di antiquariato", "Corriere della sera", "e", "Poeti e Poesia", "Portici", "Midi", "nostro lunedì" "Mete", "Avvenire", "il Resto del Carlino", "Literárny Dvojtyzdenník", "Obrys-kmen", "I Martedì".

### Teatro
- Né uomo né donna né androgino né..., Edizioni Pendragon, Bologna 2022

### Traduzioni e curatele
- Jules Michelet, L’Amore, con introduzione di Franco Fortini, BUR-Rizzoli, Milano 1987
- Charles Baudelaire, Piccoli Poemi in prosa, BUR-Rizzoli, Milano 1990
- Xavier de Maistre, Viaggio intorno alla mia camera, BUR-Rizzoli, Milano 1991
- Marcel Schwob, Il Terrore e la pietà, Einaudi, Torino 1992
- Marcel Schwob, Vite immaginarie, BUR-Rizzoli, Milano 1994
- Léon Bloy, La Cavaliera della morte, Adelphi, Milano 1996
- Charles Baudelaire, Il Mio cuore nudo, BUR-Rizzoli, Milano 1998
- Gérard d’Houville, Le Charmant rendez-vous, Filema, Napoli 2000
- Gabriele d’Annunzio, Buona sera, cara Notte, Filema, Napoli 2001
- Charles Baudelaire, I Paradisi artificiali, BUR-Rizzoli, Milano 2009
- Charles Baudelaire, I Fiori del male, BUR-Rizzoli, Milano 2012 e successive edizioni
- Armand Godoy, Il Carnaval di Schumann, Edizioni Pendragon, Bologna 2015
- Armand Godoy, Il dramma della passione, Calamaro Edizioni, Bologna 2024
- Charles Baudelaire, De profundis clamavi, Calamaro Edizioni, Bologna 2024
- Gérard d'Houville, La solitudine delle donne e altre poesie, Calamaro Edizioni, Bologna 2024
- Marcel Schwob, La crociata dei bambini, Calamaro Edizioni, Bologna 2024
- Charles Baudelaire, Fiori infernali e celesti, BUR-Rizzoli, Milano 2025

### Traduzioni
- Charles Baudelaire, Lettere, a cura di Guido Neri, 3 voll., Cappelli, Bologna 1981-1983 (in collaborazione)
- Paul Éluard, Nel difetto del silenzio, in Il Pomerio, Elitropia, Reggio Emilia 1983
- Georges Minois, Piccola storia dell’inferno, il Mulino, Bologna 1995
- André Pieyre de Mandiargues, Sparirà tutto, il Saggiatore, Milano 1997
- Georges Minois, Il Diavolo, il Mulino, Bologna 1999
- Jean Flori, Le Crociate, il Mulino, Bologna, 2001
- Jacques-Bénigne Bossuet, Discorso sugli Angeli Custodi, Edizioni Pendragon, Bologna 2008
- Jean Cayrol, Poesie di notte e nebbia, nel volume Notte e nebbia, Nonostante edizioni, Trieste 2014
- Louis-Ferdinand Céline, Lettere alle amiche, Adelphi, Milano 2016
- Arthur Cravan, le "Poesie", nel volume Grande trampoliere smarrito, Adelphi, Milano 2018
- Grandville, I Fiori animati, Edizioni Pendragon, Bologna 2019
- Saint-John Perse, Segni d'amaro approdo, Medhelan, Milano 2024

### Prefazioni
- Gustave Flaubert, Tre racconti, Newton Compton, Roma 1995 e successive edizioni

### Curatele e cure editoriali
- La Provincia di Bologna tra parola e immagine, Grafis Edizioni, Bologna 1990
- Léon Bloy, Dagli Ebrei la salvezza, Adelphi, Milano 1994
- Aelia Laelia Crispis, Nuova Alfa Editoriale, Bologna 1989; ried. Aelia Laelia. Il Mistero della Pietra di Bologna, il Mulino, Bologna 2000
- Il Fiore di San Francesco, Edizioni Gruppo ACT, Milano 2004
- La voce della campana. 25 poeti per Santo Stefano, L’Artiere-edizionitalia, Bentivoglio 2010
- Joseph-Antoine-Toussaint Dinouart Il Trionfo del sesso femminile, Edizioni Pendragon, Bologna 2016

### Altre opere
- Come leggere poesia, Paravia, Torino 1982
- Il posto delle fragole, con disegni di Pirro Cuniberti, I libri di Portici, Bologna 2002
- Non sei lontana, Edizioni Pendragon, Bologna 2005
- Tombeau di Roberto Roversi, Edizioni Pendragon, Bologna 2014
- Elogio dell'esclusione, Ut Orpheus Edizioni, Bologna 2022

### Saggi, introduzioni e articoli
Risultano diversi saggi e introduzioni in cataloghi d'arte e in libri di poesia, e numerosi articoli e saggi in giornali e riviste.